# 原鱷龍科
原鱷龍科（Proterochampsidae）是群充滿謎題的主龍形下綱動物，生存於三疊紀晚期的南美洲。原鱷龍科的外表類似現代鱷魚，可能擁有類似現代鱷魚的生態位。
原鱷龍科首次出現於阿爾弗雷德·羅默（Alfred Sherwood Romer）在1966年的《Vertebrate Paleontology》第三版。根據不同的研究，原鱷龍科曾被分類於主龍類、古鱷亞目、主龍形類、或是鱷形超目的已滅絕物種。原鱷龍科已發現約50個標本，發現於阿根廷巴塔哥尼亞地區。牠們生存於三疊紀，約2億4500萬年前到1億9960萬年前。

## 生態
原鱷龍科的各屬之間有相當大的不同，但牠們大致上具有類似鱷魚的外形。原鱷龍的身長可達5公尺，是三疊紀最大型的掠食動物之一，其他屬的身長多為1公尺左右。原鱷龍科最初被歸類於植龍目，後來的研究發現原鱷龍科比植龍目原始，也同時具有特化的特徵，因此不屬於植龍目。科學家目前多認為原鱷龍科是群原始的主龍形類，是古鱷科、引鱷科的近親。

## 分類
- †原鳄龙属 Proterochampsa
- †塞里托龙属（英语：Cerritosaurus） Cerritosaurus
- †属 Tropidosuchus
- †亚科 Rhadinosuchinae
  - †查尼亚尔鳄属（英语：Chanaresuchus） Chanaresuchus
  - †瓦罗鳄属（英语：Gualosuchus） Gualosuchus
  - †属 Rhadinosuchus
  - †属 Pseudochampsa

## 外部連結
- Proterochampsidae on Palaeos
- Taxon on Mikko's Phylogeny Archive
- On the Checklist on Non-Avian DInosaurs
- On Biolib （页面存档备份，存于）
- On the Paleobiology Database （页面存档备份，存于）
- Page on Italian Wikipedia （页面存档备份，存于）
- Page on Basal Archosaurs